# Песочинский поселковый совет
Песочи́нский поселко́вый сове́т — орган местного самоуправления и административно-территориальная единица посёлка Песочин Харьковской области; входил до 2020 года в состав Харьковского уезда, затем Харьковского района сначала Харьковской губернии, затем Харьковского округа, с 1932 года Харьковской области Украины.
Административный центр поселкового совета находился в пгт Песочин.

## История
- Песочинский волостной совет сельских депутатов был организован в первой половине 1917 года, после Февральской революции. Существовал в условиях двоевластия, затем троевластия до декабря 1917 года (Песочинское волостное правление, контролировавшееся уездным комиссаром Временного правительства; украинская губернская Рада, подчинявшаяся Центральной Раде, Советы).
- С декабря 1917 по апрель 1918 совет — единственный орган местного самоуправления в волости. Прекратил свою деятельность с 9 апреля 1918 года (ст.ст.) в связи с ликвидацией с данного числа здесь советской власти в связи со вступлением войск II Рейха.
- С начала 1919 года по 25 июня 1919 совет действовал. Выборы прошли в феврале 1919 г.
- Деятельность совета была возобновлена в феврале 1921 года (в декабре 1919—начале 1921 действовал не совет, а местный ВРК).
- В 1920 году, т.к. Песочин находился в прифронтовой зоне ЮФ, власть осуществлял не Совет, а Песочинский ВРК,[2] возобновивший свою работу после изгнания красными в середине декабря 1919 Добрармии из Харькова. Первый его протокол датирован 13 января 1920 года.[3] Располагался комитет в здании правления колокольного завода Павла Рыжова, из которого выселили управляющего заводом В. И. Чикова. Первым главой комитета в 1920 году был Варибрус И. П., секретарём — Слюсарь М. П.[2]
- 24 января 1920 года решением комитета были конфискованы сады (Рыжовский парк), огороды, цветники, плодовые питомники, принадлежавшие купцу Рыжову, ктитору Песочинской церкви.[4]
- В начале мая 1920 года комитет конфисковал все земли и имущество купцов и помещиков Ивана Безчетвертного (ктитора Песочинского храма, его имение было в Роще), Бондарева и Павла Ламехова (Лемехова; ктитора того же храма, его имение находилось в Рай-Еленовке).[4]
- 12 февраля 1921 года, после разгрома Врангеля в ноябре 1920 г. — дата возобновления работы Песочинского волостного (либо слободско́го) Совета депутатов трудящихся на заседании Харьковского губернского исполнительного комитета (Губиспокома).[5]
- Первым официально утверждённым тогда главой совета Песочинской волости был избран Слюсарь М. П., глава волостного отдела народного образования, который был до того замом начальника Песочинского ВРК. Заместителем Слюсаря стал заведующий волостным земельным отделом Недорезов А. М. Секретарём волсовета стал заведующий отделом социального обеспечения (соцзабез) Рябуха В. П.; волостной отдел комтруда возглавил Плахтий И. И.[5]
- Между 1921 и 1925 годами Советом была принята норма, согласно которой в волости сады бедняков оставались в их пользовании, но не более 1 десятины на одну семью.[6] Крупные землевладения (Зайцевой, братьев С(т)укачёвых, профессора Саввы, участки, проданные Святополк-Мирским помещикам и кулакам в Рай-Еленовке) были конфискованы[7] и до создания колхозов распределены между коренными жителями Песочина в пропорции до 5 едоков в семье — плюс одна четвёртая десятины данной семье; от 5 до 10 едоков — плюс половина десятины; 10-15 едоков — плюс три четверти десятины, и т. д.[7]
- В 1925 году Совет конфисковал и поделил угодья генерала Корфа, проживавшего в Гуках.[8] Также в связи с дефицитом древесины были с 1925 по 1926 год почти полностью вырублены урочища «Дубовая роща» Безчетвертного (ныне санаторий Роща), урочища Бородая, Алфёрова, Засулейкова, Рожок и Минутка; данную землю затем раздали местному населению (кроме «Рощи»).[8] Затем в 1927 году было принято постановление о сбережении лесных массивов, и Рощу, отданную после революции под детский противотуберкулёзный санаторий — затем под лагерь для ослабленных детей — потом опять кардиологический санаторий, пришлось снова засаживать деревьями.
- 12 сентября 1927 года решением Песочинского Совета были территориально прикреплены к различным районам Песочина его 10 членов:[9] от Ласковки — Череватенко Семён Андреевич, от Довгалёвки — Варибрус Пётр Васильевич, от Миха́йловки — Заика Иван Андреевич, от Мото́ровки — Варибрус Василий Прохорович, от Рыжо́ва — Череватенко Дмитрий Степанович, от Полтавского шля́ха — Тимченко Евмен Сидорович, от Причепи́ловки — Шевченко Марк Макарович, от хуторов Гуки́ и Небо́ги — Кандыба Андрей Маркович и Ващенко Степан Михайлович, от хуторов Надточии и Щербани́ — Надточий Феодосий Петрович.[9]
- В 1934 году в Песочинском сельсовете рассматривался вопрос переименования «княжеской» Рай-Еленовки, названной в честь дочерей князя Святополк-Мирского, в «революционное» (не сказано, какое) название. Советские депутаты оставили прежнее название.[10]
- 1938 — дата переименования Песочинского сельского совета в поселковый Совет депутатов трудящихся в составе Харьковского района Харьковской области Украинской Советской Советской Социалистической Республики в связи с присвоением статуса посёлка.
- Деятельность совета прекращена 25 октября 1941, возобновлена после начала февраля 1943, прекращена в середине марта 1943, возобновлена после 30 августа 1943 года.
- В 2001 году, согласно переписи, население (до расширения территории поссовета) составляло 19 184 человека.
- 2012 — согласно постановлению ВРУ от 06.09.2012 года № 5215-VI, 217 гектаров земель совета были присоединены к городу Харькову.[11]
- До 2020 — в рамках административно-территориальной реформы по новому делению Харьковской области[12][13] Песочинский поссовет был упразднён; входящие в него населённые пункты и его территории были преобразованы в Песочинскую территориальную общину (укр. громаду)[14], в которой в 2021 году было 8 населённых пунктов.[14]
- осень 2020 — к Песочинской терр. общине присоединена территория ликвидированного Коротичанский сельский совет с центром в Коротич (пгт)[15] на правах Коротичанского староства.

## Населённые пункты совета
- пгт Песочи́н
- село Надточи́и (либо Надточи́й[16])
- село Олешки́
- посёлок Рай-Еле́новка.[10][17][18][19][20][21][22][23][24]

## Адрес сельсовета
- 62416, Харківська область, Харківській район, смт. Пісочин, вул.ім. Беліменків, буд 2.